# Rally Dakar 1986

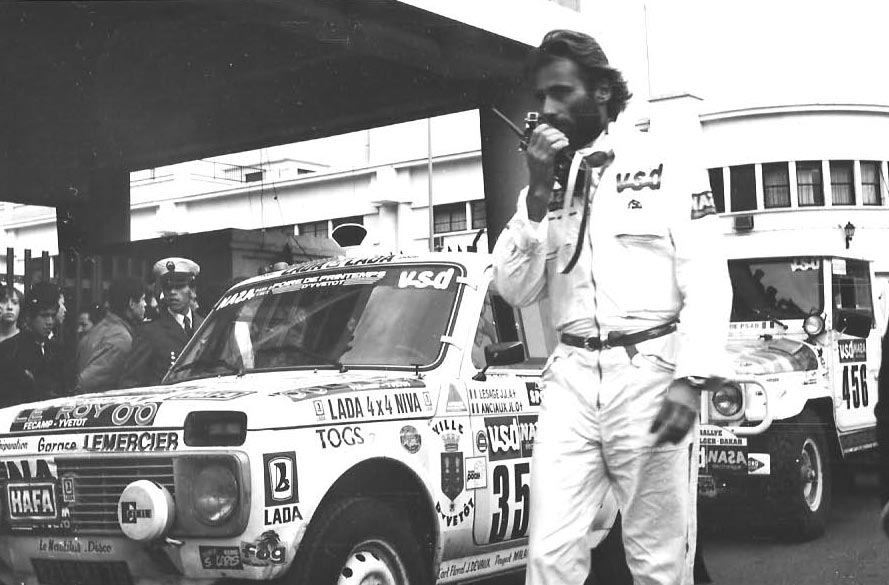
Thierry Sabine, patron della Dakar, ha perso la vita nel corso dell'edizione 1986 in un tragico incidente d'elicottero

Il Rally Dakar 1986 è stata la 8ª edizione del Rally Dakar (partenza da Parigi, arrivo a Dakar).
L'edizione è contrassegnata dalla tragica morte dell'ideatore della corsa, il francese Thierry Sabine. Nell'incidente aereo perirono altre quattro persone, tra cui il cantautore Daniel Balavoine, amico di Sabine ed invitato da quest'ultimo ad assistere alla corsa.

## Tappe
Nelle 22 giornate del rally raid furono disputate 18 tappe ed una serie di trasferimenti (circa 15.000 km), con 20 prove speciali per un totale di 7.731 km. L'ultima tappa di questa edizione fu fatale per un motociclista bergamasco, Giampaolo Marinoni.

## Classifiche

### Moto
Hanno finito la gara 29 delle 131 moto iscritte. Dopo anni di dominio assoluto francese nelle moto, si affacciano gli italiani, con 6 presenze nei top ten, anche se la vittoria arriderà per 4ª e penultima volta al solito francese Neveu. Questa edizione fu anche caratterizzata dalla morte di Giampaolo Marinoni: il pilota italiano, pur riprendendo la corsa dopo una rovinosa caduta nell'ultima tappa e terminando 13º in classifica generale, morì in ospedale due giorni dopo il ricovero avvenuto alla conclusione della manifestazione..
| Pos. | Pilota              | Mezzo  |
| ---- | ------------------- | ------ |
| 1    | Cyril Neveu         | HONDA  |
| 2    | Gilles Lalay        | HONDA  |
| 3    | Andrea Balestrieri  | HONDA  |
| 4    | Thierry Charbonnier | YAMAHA |
| 5    | Ciro De Petri       | HONDA  |
| 6    | Edi Orioli          | HONDA  |
| 7    | Andrea Marinoni     | YAMAHA |
| 8    | Eddy Hau            | BMW    |
| 9    | Giampiero Findanno  | YAMAHA |
| 10   | Franco Picco        | YAMAHA |

### Auto
Hanno finito la gara 100 delle 282 auto iscritte.
| Pos. | Equipaggio                       | Mezzo       |
| ---- | -------------------------------- | ----------- |
| 1    | René Metge / Dominique Lemoyne   | Porsche     |
| 2    | Jacky Ickx / Brasseur            | Porsche     |
| 3    | Hubert Rigal / Maingret          | Mitsubishi  |
| 4    | Pierre Lartigue / Bernard Giroux | Lada        |
| 5    | Andrew Cowan / Syer              | Mitsubishi  |
| 6    | Roland Kussmaul / Unger          | Porsche     |
| 7    | Patrick Zaniroli / Da Silva      | Mitsubishi  |
| 8    | Jean-Pierre Gabreau / Pipat      | Range Rover |
| 9    | Jean Bouchet / Villepigue        | Toyota      |
| 10   | Maurice Gierst / Bouvy           | Range Rover |

### Camion
| Pos. | Pos. (auto) | Equipaggio                 | Mezzo           | Tempo       |
| ---- | ----------- | -------------------------- | --------------- | ----------- |
| 1    | 25º         | Giacomo Vismara / Minelli  | Mercedes Unimog | 82h52'19"   |
| 2    | 28º         | Hans Heyer / Winkler       | MAN             | 85h56'52"   |
| 3    | 30º         | Salvador Cañellas / Ferran | Pegaso          | 87h05'41"   |
| 4    | 32º         | Bernau / Bartmann          | MAN             | 89h43'45"   |
| 5    | 45º         | Papadimitrou / Rosval      | Volvo           | 100h.53'34" |
| 6    | 54º         | Jacques Houssat / Brubach  | Mercedes Unimog |             |
| 7    | 56º         | Carnevale / Repetti        | Astra           |             |
| 8    | 58º         | Andrea Belotti / Consonni  | Mercedes Unimog |             |
| 9    | 61º         | Gattinger / Pohl           | MAN             |             |
| 10   | 64º         | Obermeyer / Huber          | MAN             |             |